# Imogen King
Imogen King, född 1996, är en brittisk skådespelare.
King har bland annat medverkat i TV-serierna The Bay (2019-2021), Suspect från 2022 och Hotell Portofino från 2022.

## Filmografi (i urval)
- 2019–2021 – The Bay (TV-serie)
- 2022 – Hotell Portofino (TV-serie)
- 2022 – Suspect (TV-serie)